# Kabinett Van Hall/Donker Curtius
Das Kabinett Van Hall/Donker Curtius war das vierte Kabinett der Niederlande. Es bestand vom 19. April 1853 bis zum 1. Juli 1856.

## Zusammensetzung
| Amt                                      | Amtsinhaber                                                                                 | Bemerkungen                                                       |
| ---------------------------------------- | ------------------------------------------------------------------------------------------- | ----------------------------------------------------------------- |
| Premierminister                          | Floris Adriaan van Hall Dirk Donker Curtius                                                 |                                                                   |
| Auswärtiges                              | Floris Adriaan van Hall                                                                     |                                                                   |
| Justiz                                   | Dirk Donker Curtius                                                                         |                                                                   |
| Inneres                                  | Gerlach Cornelis Joannes van Reenen                                                         |                                                                   |
| Finanzen                                 | Elisa Cornelis Unico van Doorn Floris Adriaan van Hall (komm.) Agnites Vrolik               | bis 5. Januar 1854 bis 31. März 1854 ab 1. April 1854             |
| Krieg                                    | Hendrik Forstner van Dambenoy                                                               |                                                                   |
| Marine                                   | James Enslie Hendrik Forstner van Dambenoy (komm.) Abraham Johannes de Smit van den Broecke | bis 16. Dezember 1854 bis 8. Februar 1855 ab 8. Februar 1855      |
| Kolonien                                 | Charles Ferdinand Pahud Pieter Mijer                                                        | bis 1. Januar 1856 ab 1. Januar 1856                              |
| Angelegenheiten der Katholischen Kirche  | Leonardus Antonius Lightenvelt Floris Adriaan van Hall (komm.) Jacobus Arnoldus Mutsaers    | bis 31. Dezember 1853 bis 27. September 1853 ab 31. Dezember 1853 |
| Angelegenheiten der Reformierten Kirchen | Elisa Cornelis Unico van Doorn Anthony Gerhard Alexander van Rappard                        | bis 20. Januar 1854 ab 20. Januar 1854                            |